# Bromură de cianogen
Bromura de cianogen este un compus chimic cu formula chimică BrCN. Este un pseudohalogen triatomic cu structură moleculară liniară, fiind solid incolor. Este utilizat pentru modificarea biopolimerilor, fragmentelor proteice și peptidice și pentru sinteza chimică a unor compuși.

## Obținere și proprietăți
Bromura de cianogen este obținută în urma procesului de oxidare al cianurii de sodiu cu brom. Reacția are loc prin intermediar cianogen sau (CN)2:
{\displaystyle {\ce {2 NaCN + Br2 -> (CN)2 + 2 NaBr}}}
{\displaystyle {\ce {(CN)2 + Br2 -> 2 (CN)Br}}}
Compusul trimerizează la un compus heterociclic denumit bromură cianurică, iar reacția este catalizată de brom, săruri metalice, acizi și baze.
Bromura de cianogen suferă o reacție de hidroliză, formând acid cianhidric și acid hipobromos:
{\displaystyle {\ce {(CN)Br + H2O -> HCN + HOBr}}}